# Solen lever kvar hos dig
Solen lever kvar hos dig är en singel av norska Kamferdrops. Låten tävlade som det sjätte bidraget i den första deltävlingen i Melodifestivalen 2018, men lyckades inte ta sig vidare.
Det var Kamferdrops debutlåt i Melodifestivalen. Låten är skriven av Herbert Trus, Martin Klaman, Danne Attlerud, Kristoffer Tømmerbakke, Erik Smaaland och Kamferdrops.
Samma dag som deltävlingen i Melodifestivalen framkom att en demoversion av låten funnits tillgänglig under åtta år publicerad av Jonny Fagerman på Myspace och Youtube under titeln "Solen lever kvar". Men tävlingsledningen beslutade att inte diskvalificera låten med motiveringen att Fagerman inte hade tillstånd att publicera demoinspelningen och att det inte funnits något uppsåt från upphovsmännens sida att sprida verket offentligt.
Låten beskrevs som "Alice i Underlandet på syra" av Anders Nunstedt från Expressen. (engelskans ord för syra, "acid", kan också syfte på drogen LSD) Låten kom på sjätte plats i deltävlingen. Under framträdandet tog hon hjälp av Tobbe Trollkarl, som från början bara skulle vara konsult men fick senare frågan om att medverka på scen.
Bidraget placerade sig på sjätte plats och gick således varken vidare till final eller andra chansen.